# Дейр-эль-Берша
Дейр-эль-Берша (араб. دير البرشا‎) — коптская деревня в Среднем Египте, расположенная на восточном побережье Нила в провинции Эль-Минья (между Бени-Хасаном и Эль-Амарной), к югу от Антинополя и почти напротив города Маллави. Некрополь номархов XV верхнеегипетского нома времён Первого переходного периода и Среднего царства. Здесь также расположены многочисленные древние известняковые карьеры.

## Некрополь

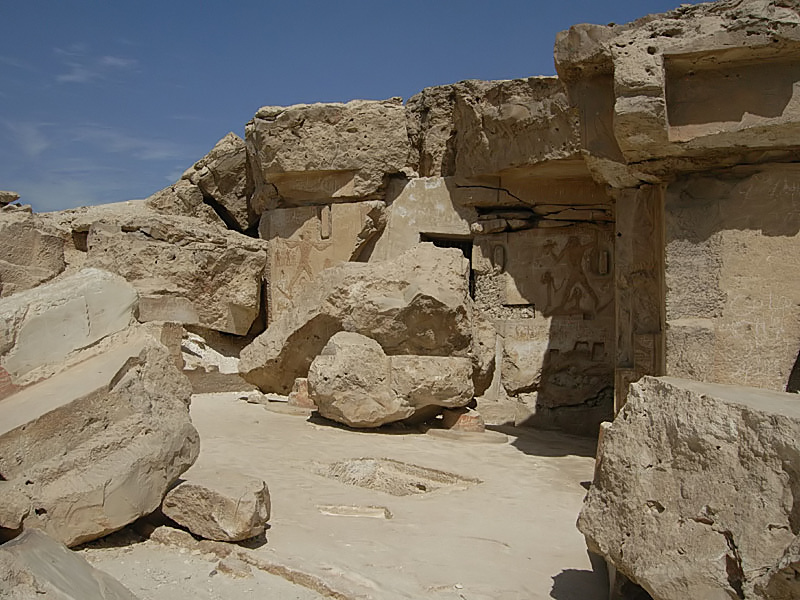
Вход в гробницу Джехутихотепа II

Некрополь Дейр-эль-Берша лежит рядом с городом Минья в Нильской долине, в 225 км южнее Каира.
В период Среднего царства местность являлась основным кладбищем номархов 15-го верхнеегипетского нома при XI и XII династиях. Большинство гробниц в южных скалах не декорированы. Об истории местности в Древнем царстве сведений мало, хотя сохранились гробницы VI династии. Древнейшее документальное свидетельство о деятельности человека здесь упоминает фараона Неферефру из V династии.
Тип местных скальных гробниц в целом сходен с гробницами Бени-Хасана. Раскопки 1891—1893 годов, проведённые Фондом исследования Египта, открыли гробницы с двух сторон от Вади-Дейр-эль-Нахла. К самым интересным среди них относятся гробницы номархов Джехутинахта и Джехутихотепа II.
К северу от некрополя в пальмовой роще находится коптская церковь VIII века, в нишах которой сохранились остатки росписей.

### Джехутихотеп II
Гробница Великого повелителя (15) нома зайца имени Джехутихотепа II (Тотхотепа), жившего в период правления Аменемхата II, Сенусрета II и Сенусрета III (XII династия) примечательна тем, что в ней представлена техника передвижения колосса. На фреске из его гробницы изображены 172 человека, тянущих на санях-волокушах его алебастровую статую. Песок по пути следования работник поливает водой, отчего скольжение облегчается. Экспериментальным путём нидерландские физики из Амстердамского университета подтвердили данную теорию в 2014 году. Фасад гробницы номарха Джехутихотепа украшают две пальмовидные колонны. Сегодня вся эта территория сильно разрушена вследствие работ по добыче известняка. Многочисленные разрушения связаны также с отшельниками, жившими в гробницах в христианские времена.

### Джехутинахт
В апреле 1915 года экспедиция Музея изящных искусств Бостона и Гарвардский университет раскопали гробницу (обозначенную 10А) номарху по имени Джехутинахт. Он упоминает в своей гробнице, что был номархом заячьего нома и восстановил гробницы своих предшественников (Древнего царства), найденные в руинах. Этим он хотел укрепить преемственность своей власти от предыдущего правящего класса. В разграбленной гробнице сохранилась большая коллекция деревянных лодок и фигурок, представляющих сцены повседневной жизни. Также здесь сохранились расписные саркофаги Джехутинахта и его жены. Предметы выставлены сегодня в Музее изящных искусств Бостона.

### Хену
В 2007 году бельгийские египтологи обнаружили гробницу египетского придворного Хену, жившего в смутное время Первого переходного периода (ок. 2181—2050 годы до н. э.) и, вероятно, принадлежавшего к семье Джехутинахта. Археологи обнаружили мумию Хену в большом деревянном гробу и саркофаге, украшенном иероглифическими текстами с призывами к богам Анубису и Осирису. В гробнице сохранились отлично сохранившиеся расписные деревянные статуэтки рабочих (ушебти), изображённых за изготовлением кирпичей, женщин, варящих пиво и перемалывающих зерно, а также модель лодки с гребцами.

## Палеогенетика
У 4000 летней мумии из Deir el-Bersha определена митохондриальная гаплогруппа U5b2b5 с одной дополнительной мутацией.

## Галерея

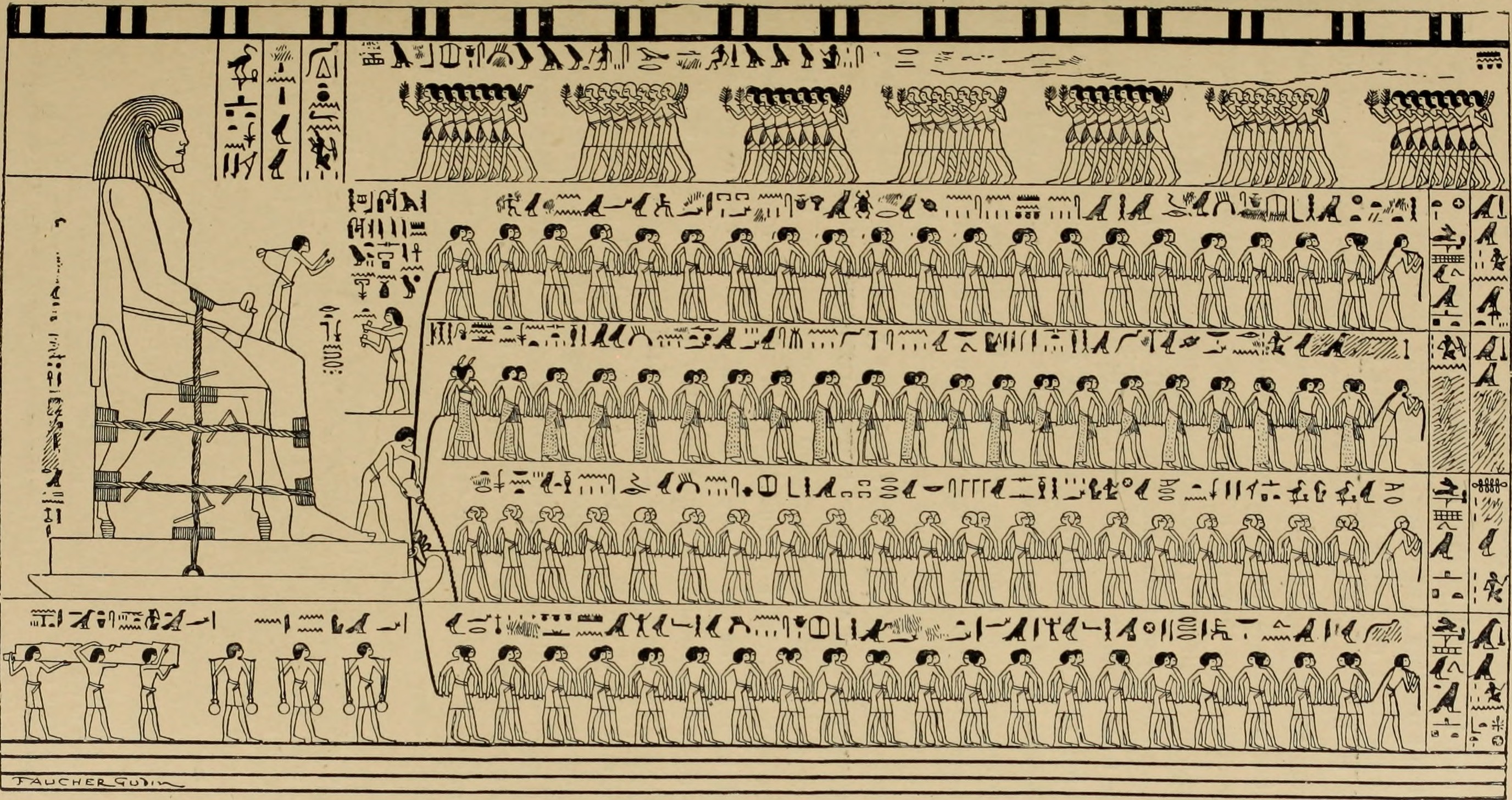
Прорисовка фрески Джехутихотепа II с изображением метода передвижения колосса
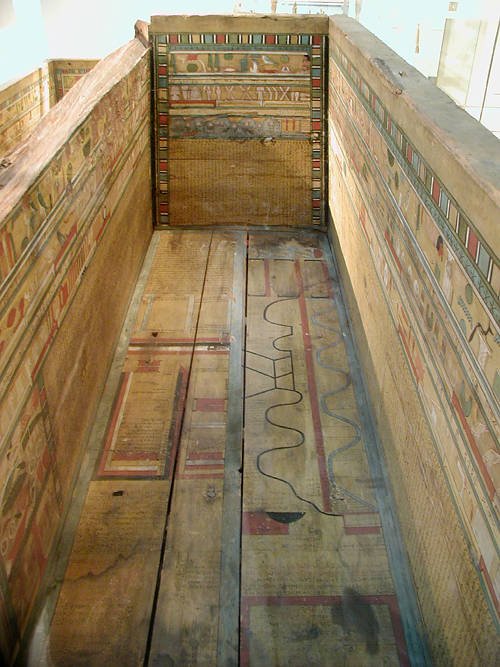
Расписной саркофаг Гуа (ок. 1985-1795 годы до н.э.), XII династия. Британский музей
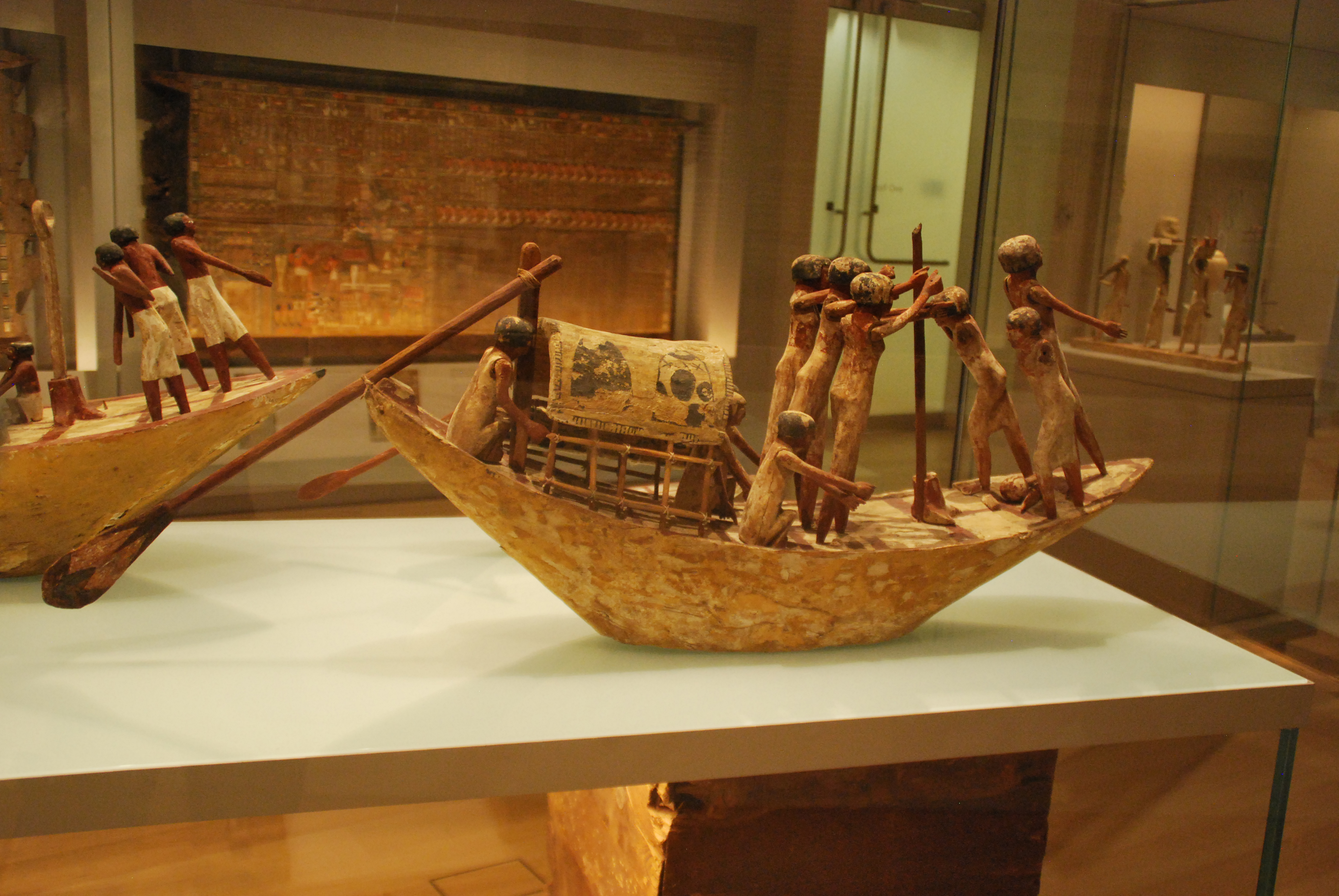
Модели лодок из гробницы Джехутинахта
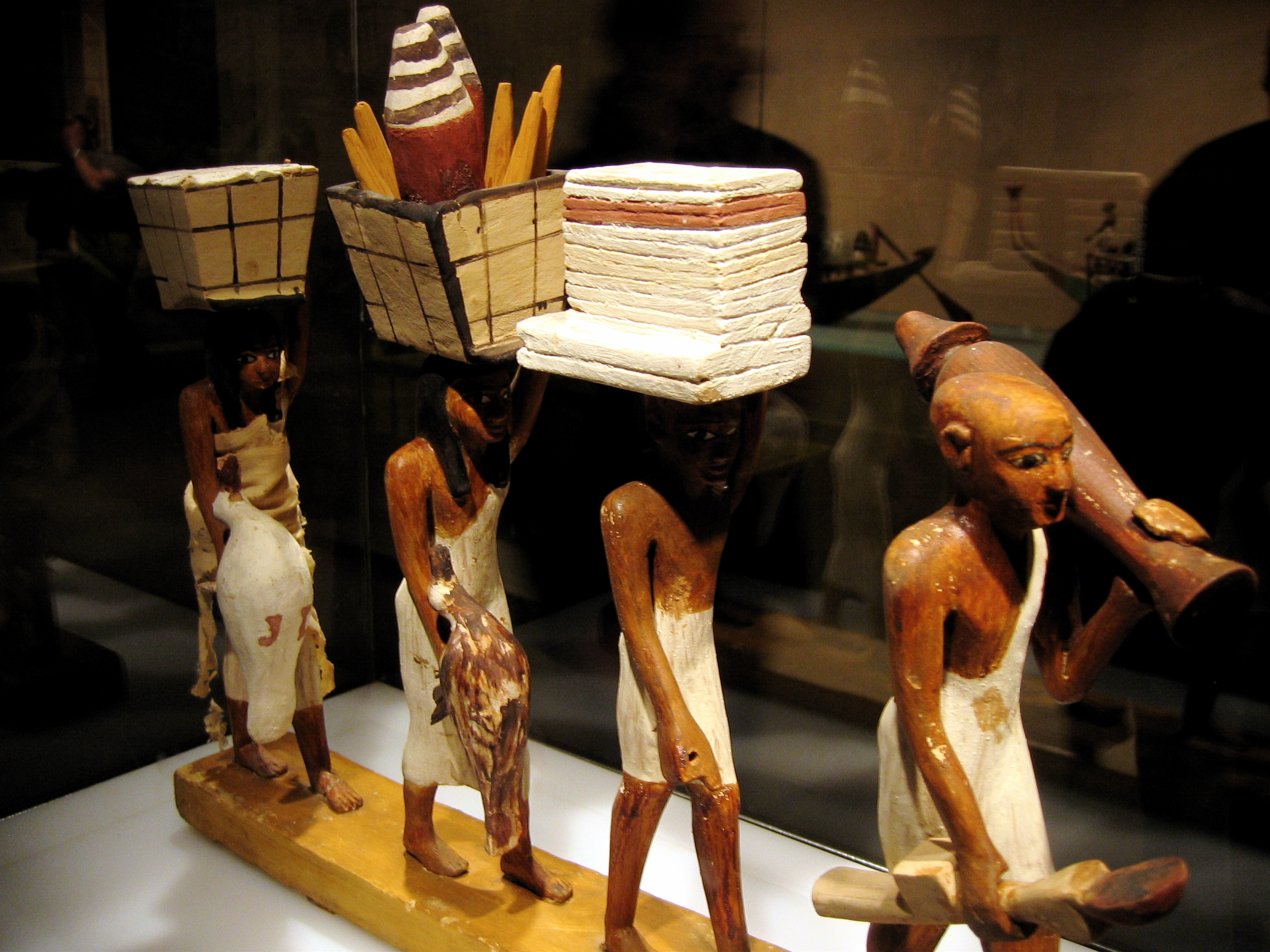
Ушебти из гробницы Джехутинахта. Метрополитен-музей
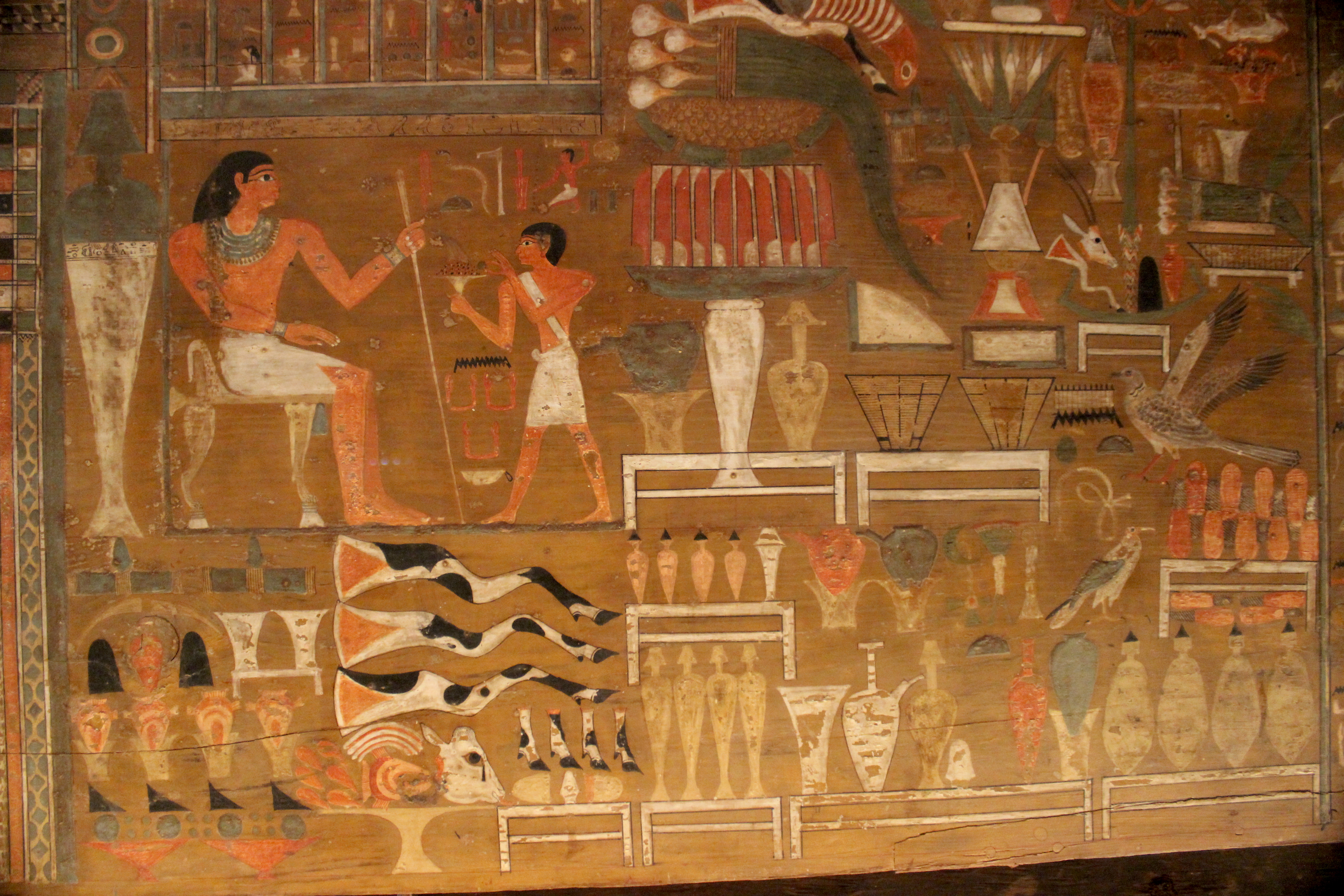
Фрагмент саркофага Джехутинахта. Бостонский музей изящных искусств